# Inrath
Das Inrath ist ein Ortsteil von Krefeld in Nordrhein-Westfalen und bildet zusammen mit dem Kliedbruch den Stadtteil Inrath/Kliedbruch.
Die frühere Honschaft Inrath (erste Erwähnung „apud eynre“) gehört neben Dießem und Lindental zu den ursprünglichen Stadtteilen der alten Herrlichkeit Krefeld.
Die Einwohnerzahl beträgt 11.582 (31. Dezember 2007), die Fläche 3,47 km². Die Anzahl der Beschäftigten beträgt 3.474 (31. Dezember 2002), die der Arbeitslosen 803  (30. Juni 2003).
Inrath liegt zwischen dem Krefelder Zentrum und dem Krefelder Ortsteil Hüls. Der Ortsteil Inrath ist vom Hauptbahnhof in Krefeld problemlos über die Straßenbahnlinie 044 oder über die Anschlussstelle Gartenstadt der A57 zu erreichen.
Größter Arbeitgeber ist die Firma Siempelkamp.
Über das Kliedbruch (ein Erholungsgebiet) erreicht man in Krefeld den Kapuzinerberg (ca. 77 m).
Der Berg ist eine ehemalige Mülldeponie. Nach der erfolgreichen Sanierung wurde ein Gipfelkreuz angebracht und der Berg der Öffentlichkeit zur Verfügung gestellt. Direkt hinter dem Kapuzinerberg liegt der Inrather Berg (ca. 87 m). Hierbei handelt es sich um eine ehemalige Schuttdeponie. Auch dieser Berg und seine Umgebung wurden erfolgreich saniert und dienen allen Inrathern und Krefeldern zur Erholung.

## Gebäude

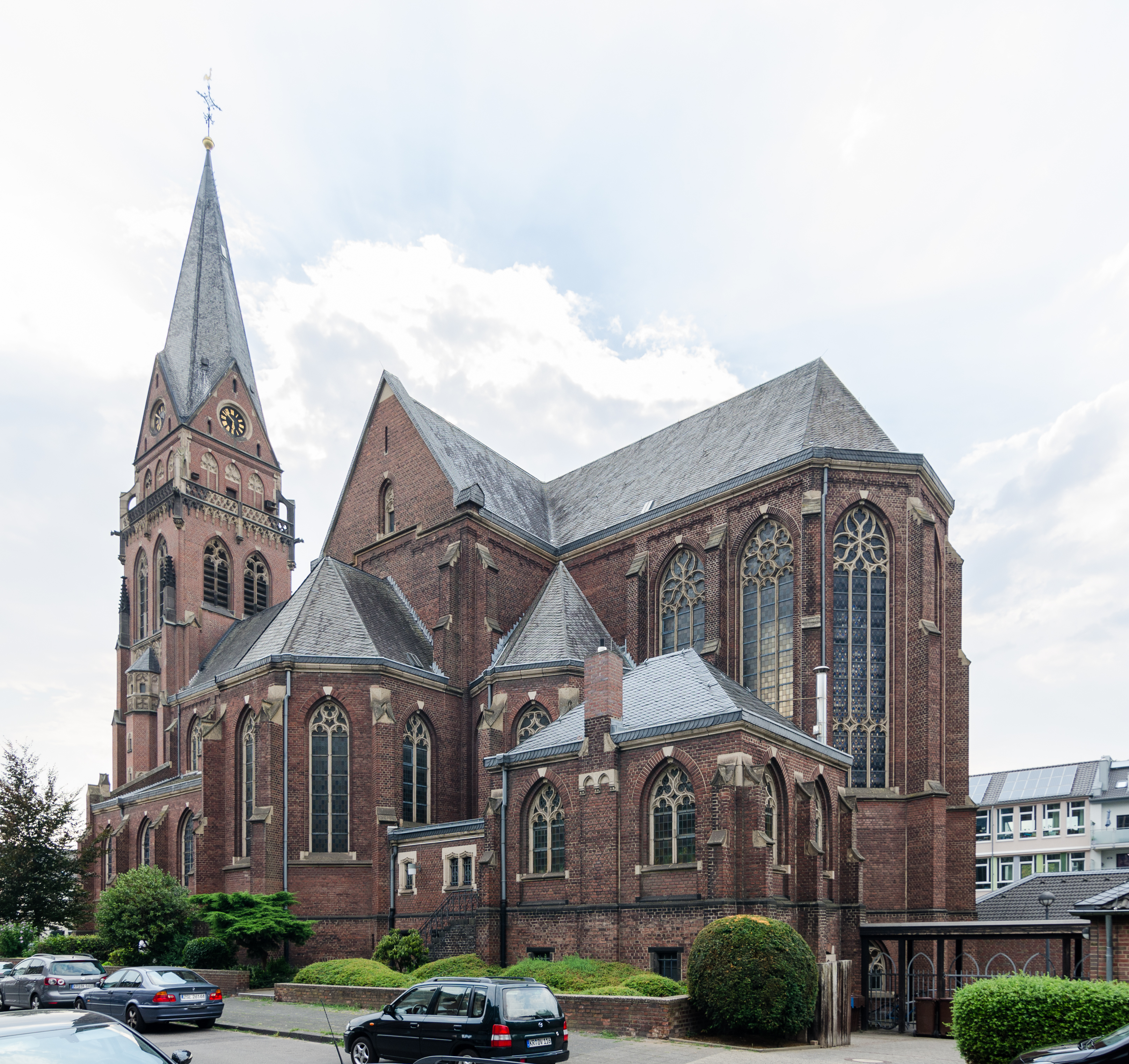
Katholische Pfarrkirche St. Anna, 1901–1903 von Josef Kleesattel erbaut

Zwischen 1896 und 1992 befand sich am Inrath das Kapuzinerkloster Krefeld-Inrath.

## Vereine
- Deutsche Pfadfinderschaft Sankt Georg Stamm Inrath
- Bürgerverein Inrath

Sportvereine:
- SC Viktoria 09
- Inrather Turnverein ITV

Karneval:
- Flimm Flämmkes Club
- Fidele Jröine Jonges
- Lustige Klosterbrüder

Musik:
- Inrather Fanfarencorps

Schützen:
- Inrather Sportschützen-Gesellschaft 1955 e. V.